# Københavns Kvindelige Gymnastikforening
Københavns Kvindelige Gymnastikforening (KKG) er en gymnastikforening for kvinder i København, som blev stiftet i 1886.

## Stiftelse
I København blev der fra midt i 1880'erne dannet adskillige gymnastik- og idrætsforeninger for kvinder. Den første, Københavns Kvindelige Gymnastikforening (KKG), blev stiftet den 2. oktober 1886 af en lille gruppe gymnastiklærerinder på Erna Juel-Jørgensens gymnastikkursus med det formål at udøve og udbrede svensk gymnastik. KKG's formål var "at vedligeholde den allerede erhvervede Færdighed i svensk Gymnastik efter Lings system, selvfølgelig stræbe efter at forøge den samt paa enhver Maade vække og styrke Interessen her i Landet for den rationelle Gymnastik".
Kun gymnastiklærerinder uddannet i svensk gymnastik kunne blive medlemmer, dog var foreningen åben for passive medlemmer, og optagelse i foreningen kunne kun ske efter forslag fra et medlem, evt. efter aflagt optagelsesprøve. Det første år havde KKG 16 aktive medlemmer.

## Gymnastik
Da Erna Juel-Hansens Gymnastikinstitut lukkede i 1890, forsvandt KKG's grundlag for at hverve nye medlemmer, og derfor blev foreningen åbnet for andre end gymnastiklærerinder, men en optagelsesprøve sikrede fortsat foreningens eksklusivitet. Fra 1897 oprettedes dog hold uden optagelsesprøve, herunder billige aftenhold for arbejderkvinder.
Med undtagelse af tre mandlige gymnastiklærere, som i en kort årrække havde hold i KKG, var alle underviserne kvinder. Fra 1901 havde KKG et "elitehold", som Aage Budtz-Jørgensen var træner for. Holdet trænede tre gange om ugen, og en optagelsesprøve sikrede, at kun de dygtigste gymnaster kom på holdet. Eliteholdet skabte dog intern splid i KKG, og formanden Amalie Præstgaard trak sig i 1902, fordi hun mente at gymnastikken på eliteholdet var for "kraftig og mandspræget". Konflikten kulminerede på en generalforsamling den 21. maj 1906, hvor det lykkedes bestyrelsen at opnå et flertal imod eliteholdets krav om selv at kunne vælge en leder.
Påvirkede af nederlaget forlod eliteholdet KKG, og et par dage efter stiftede de i stedet de Kvindelig Idrætsforening (KI), hvis formål ud over svensk gymnastik var at virke for "anden idræt". KI havde en mere positiv opfattelse af kvinders kraftudfoldelser i gymnastik end KKG og meldte sig i 1907 ind i Dansk Gymnastik-Forbund, mens KKG kom til at høre hjemme i De Danske Skytteforeninger, og de to foreninger kom således til at repræsentere hver sin side af brudfladen mellem sport og gymnastik i dansk idræt.
KI og KKG fortsatte imidlertid med at samarbejdede om gymnastikopvisninger, ligesom de begge stræbte efter at øge kvinders indflydelse på kvindegymnastikkens ledelse. Alligevel vedblev foreningerne langt op i 1930'erne både internt og eksternt at markere de indbyrdes forskelle og opfattelser af, hvad "rigtig" kvindegymnastik skulle indeholde.

## Politik
Foreningens bestyrelse drøftede jævnligt emner med relation til kvindesagen, og KKG meldte sig ind i Danske Kvinders Nationalråd i 1899. Foreningen støttede i 1901 et forslag om at ændre sygekasseloven til fordel for arbejdende kvinder. I 1905 meldte KKG sig ind i Danske Kvindeforeningers Valgretsforbund, og da den kvindelige valgret blev indført i 1915, var KKG med til at fejre det.

## Andre sportsgrene
KKG's program blev efterhånden udvidet med langbold, svømning, roning, folkedans og håndbold. I perioden 1936-1946 vandt KKG DM i kvindehåndbold fire gange.

## Formænd
- 1894-1897 Johanne Lund
- 1897-1898 Charlotte Bonnevie
- 1898-1902 Karen Sofie Amalie Præstgaard

- 1906-1920 Karen Sofie Amalie Præstgaard
- 1920-1924 Else Thomsen